# Cláudio Kestener
Cláudio Mamede Kestener (São Paulo, 20 de dezembro de 1961) é um nadador brasileiro, que participou de uma edição dos Jogos Olímpicos pelo Brasil.
É filho de Rolf Kestener, que participou das Olimpíadas de 1948 em Londres.
Atualmente é engenheiro do Metrô de São Paulo e participa de competições na categoria máster pelo Esporte Clube Pinheiros e também dos Jogos Mundiais da Confederação Esportiva Internacional do Trabalho (CSIT).

## Trajetória esportiva
Cláudio Kestener começou a nadar na escolinha do Pinheiros e, aos sete anos, passou a competir; aos 16 anos participou de suas primeiras competições internacionais. Em 1980, na Copa Latina na Espanha, bateu o recorde brasileiro dos 100 metros nado borboleta.
Participou das Olimpíadas de 1980 em Moscou, e foi à final dos 4x100 metros medley, terminando em oitavo lugar e quebrando o recorde sul-americano, junto com Rômulo Arantes, Sérgio Pinto Ribeiro e Jorge Fernandes. Também nadou os 100 metros borboleta e 200 metros borboleta, não chegando às finais.
Em 1981, Cláudio Kestener era o recordista brasileiro dos 100 metros borboleta, com um tempo de 57s12.
Começou a faculdade de engenharia no mesmo ano em que voltou dos Jogos Olímpicos de Moscou e decidiu se dedicar aos estudos. Durante a faculdade, participou dos Jogos Universitários e, aos poucos, foi se distanciando da natação competitiva.